# Амты Дании
Амты Дании являлись бывшими метрополиями Дании, которые использовались главным образом для административных районов, в каждом округе был свой совет с существенными полномочиями. Изначально насчитывалось 24 амта, но в 1970 году их число сократилось примерно до 14 — число слегка колебалось в течение следующих 3 десятилетий. В 2006 году было 30 традиционных амтов, а также 3 муниципалитета со статусом округа (остров Борнхольм, который был амтом с 1660 по 2002, стал коммуной, но ненадолго, с 2003 по 2006 год). 1 января 2007 года амты были упразднены и заменены 5 более крупными регионами, не являющиеся муниципалитетами.
Амт Копенгаген включает в себя все муниципалитеты столичного Копенгагена, за исключением муниципалитета Копенгагена и муниципалитета Фредериксберга, которые в силу своей особенности местоположения за пределами какого-либо из традиционных округов имеют «статус округа». С 1 января 2007 года, эти два муниципалитета утратили свой особый статус. Гренландия и Фарерские острова также являются частью Дании, но обладают внутренней автономией. Оба в значительной степени самоуправляются, и каждое сообщество направляет двух членов в датский парламент. Фарерские острова получили статус самоуправления в 1948 году; с 1816 по 1948 острова были датскими амтами.

## Реформа
В 2004 году правительство предложило закон, который упразднял амты, и заменял их на пять крупных регионов, основными обязанностями которых является здравоохранение: два региона в Ютландии, два в Зеландии и один регион, который охватывает Фюн и самую южную часть Ютландии. Также законопроект требовал, чтобы муниципалитеты объединились, то есть их численность сократилась с 271 до 98, с минимумом в 20000 жителей в каждом муниципалитете, хотя в этом правиле были сделаны исключения. С 2007 года в 25 муниципалитетах проживает менее 30.000 человек, в среднем на один муниципалитет приходится 55.500 человек. Только Великобритания и Ирландия имеют более густонаселенные образования на самом низком политико-административном уровне. Реформа была утверждена датским парламентом 24 февраля 2005, а амты были ликвидированы 1 января 2007 года.

## Список амтов (1970—2006)
| № на карте             | Герб                   | Название               | Тип объекта                       | Администр. центр | Население (2006) | Площадь (км²) |
| ---------------------- | ---------------------- | ---------------------- | --------------------------------- | ---------------- | ---------------- | ------------- |
| —                      |                        | Гренландия             | амт                               | Нуук             | нет данных       | 2 116 000     |
|                        |                        |                        |                                   |                  |                  |               |
| 1.                     |                        | Копенгаген             | коммуна                           | Копенгаген       | 501 158          | 91,3          |
| 2.                     |                        | Фредериксберг          | коммуна                           | Фредериксберг    | 91 855           | 8,7           |
| 3.                     |                        | Копенгаген             | амт                               | Глоструп         | 618 529          | 526           |
| 4.                     |                        | Фредериксборг          | амт                               | Хиллерёд         | 378 686          | 1347          |
| 5.                     |                        | Роскилле               | амт                               | Роскилле         | 241 523          | 891           |
| 6.                     |                        | Западная Зеландия      | амт                               | Сорё             | 307 207          | 2984          |
| 7.                     |                        | Сторстрём              | амт                               | Нюкёбинг         | 262 781          | 3398          |
| 8.                     |                        | Фюн                    | амт                               | Оденсе           | 478 347          | 3485          |
| 9.                     |                        | Южная Ютландия         | амт                               | Обенро           | 252 433          | 3939          |
| 10.                    |                        | Рибе                   | амт                               | Рибе             | 224 261          | 3132          |
| 11.                    |                        | Вайле                  | амт                               | Вайле            | 360 921          | 2997          |
| 12.                    |                        | Рингкёбинг             | амт                               | Рингкёбинг       | 275 065          | 4854          |
| 13.                    |                        | Виборг                 | амт                               | Виборг           | 234 896          | 6173          |
| 14.                    |                        | Северная Ютландия      | амт                               | Ольборг          | 495 090          | 6173          |
| 15.                    |                        | Орхус                  | амт                               | Орхус            | 661 370          | 4561          |
| 16.                    |                        | Борнхольм              | амт (1970—2002) коммуна (2003—06) | Рённе            | 43 347           | 588           |
| Дания (без Гренландии) | Дания (без Гренландии) | Дания (без Гренландии) | Дания (без Гренландии)            | Копенгаген       | 5 427 459        | 43 093        |